# Dirty Pictures
Dirty Pictures is een Amerikaanse televisiefilm uit 2000 onder regie van Frank Pierson. Het verhaal gaat over de waargebeurde rechtszaak die in 1990 aangespannen werd tegen museumdirecteur Dennis Barrie van het Contemporary Arts Center in Cincinnati. Hij haalde de tentoonstelling The Perfect Moment van fotograaf Robert Mapplethorpe naar zijn museum nadat hij vernomen had dat die uit een museum in Washington verbannen werd als gevolg van politieke inmenging. Inzet van de rechtszaak was of er daadwerkelijk sprake was van ontoelaatbare obsceniteit of dat politici censuur probeerden toe te passen op een vrije kunstuiting.
Mapplethorpes voorstelling bevatte foto's van onder meer bekende Amerikanen (zoals Susan Sarandon, Deborah Harry, Madeleine Stowe, Richard Gere, Geena Davis en Arnold Schwarzenegger), naakte kinderen, mannen in sado-masochistische poses en anale penetratie van volwassen mannen met voorwerpen. De filmbeelden worden afgewisseld met daadwerkelijke televisieopnames uit 1990, afbeeldingen van de betreffende foto's en met interviews met betrokkenen, afgebeelde personen in The Perfect Moment en voorvechters van vrijheid van uiting zoals Salman Rushdie.
Dirty Pictures won onder een Golden Globe voor beste televisiefilm en acteur James Woods een Golden Satellite Award voor zijn hoofdrol. Woods werd daarnaast genomineerd voor een Golden Globe en zowel de cinematografie als de geluidsafdeling ieder voor een Emmy Award.

## Verhaal
Wanneer Contemporary Arts Center-directeur Dennis Barrie (James Woods) in 1989 hoort dat er een fototentoonstelling uit een museum in Washington is gehaald na bemoeienis van lokale politici, haalt hij de voorstelling naar zijn museum in Cincinnati. Het betreft de fotoserie The Perfect Moment van Robert Mapplethorpe, die zelf kort daarvoor aan aids overleden is. Verschillende afbeeldingen zijn controversieel en ook Barrie krijgt zodra zijn plannen bekend worden luidruchtige kritieken van voor- en tegenstanders. Hij vindt niettemin dat hij voor een goede zaak strijdt en zijn vrouw en moeder van hun twee zoontjes Dianne (Diana Scarwid) staat vierkant achter hem.
Barries tegenstanders laten het alleen niet bij verbaal protest. Zijn vrouw en kinderen worden van de een op de andere dag beschimpt en genegeerd door voormalige kennissen en vrienden, er komen dreigtelefoontjes binnen, zoon Ian mag mogelijk niet naar zijn beoogde opleiding door het werk van zijn vader en presidentskandidaten George Herbert Walker Bush en Pat Buchanan spreken zich op landelijke televisie tegen de tentoonstelling uit. De lokale Sheriff Simon Leis (Craig T. Nelson) staat voor een herverkiezing en maakt het tegenhouden van A Perfect Moment een speerpunt van zijn campagne. Barrie wil hem gerechtelijk dwingen de obsceniteit van de voorstelling te bewijzen. Barrie verliest alleen, waarop Leis hém aanklaagt. Hij beschuldigt Barrie van het mogelijk maken van obsceniteit en het tentoonstellen van misbruik van minderjarigen. Rechter Albanese (R.D. Reid) heeft daarbij carrièretechnisch veel aan hem te danken en wijst daarom elke motie die Barries advocaten indienen zonder meer af. Hierdoor is het voor Barrie extra moeilijk om zijn kant van het verhaal goed voor het voetlicht te krijgen. Als hij door de jury schuldig wordt bevonden, riskeert hij tot een jaar aan gevangenisstraf. Achter gesloten deuren vinden de juryleden het moeilijk om het met elkaar eens te worden over wat zwaarder weegt: de vermeende verstoring van de zedelijkheid of de vrijheid van kunstenaars om zich te uiten.
Barrie weigert in eerste instantie om zelf te getuigen. Omdat de wel ondervraagde deskundigen getuigenissen afleveren die niet tot tevredenheid stemmen, doet hij dit toch. Barrie verklaart dat hij vindt dat de fotovoorstelling in zijn geheel moet worden tentoongesteld omdat de foto's samen een betekenis hebben. Hij vergelijkt het verwijderen van een deel van de foto's, met cherubijnen bedekken in schilderijen uit de Renaissance. Beiden zijn in zijn ogen belachelijk. Hij vreest dat verwijdering van een deel van The Perfect Moment de eerste stap kan zijn op een hellend vlak dat leidt tot censuur in niet alleen kunst, maar vervolgens ook in boeken en muziek. Barrie betoogt dat de zaak in zijn ogen gaat over het recht van ieder individu om zelf te kiezen wat hij consumeert en wat niet.
De jury spreekt Barrie op beide aanklachten vrij. Zijn tegenstanders beschouwen de verloren zaak niettemin niet als een verlies. Een van hen vertelt dat de zaak tegen Barrie kunstenaars zoveel angst zal hebben aangejaagd voor een juridische gevecht, dat die in de toekomst twee keer na zullen denken voor ze wat controversieels durven te maken.

## Rolverdeling
| Acteur             | Personage               |
| ------------------ | ----------------------- |
| James Woods        | Dennis Barrie           |
| Craig T. Nelson    | Sheriff Simon Leis      |
| Diana Scarwid      | Dianne Barrie           |
| Leon Pownall       | Frank Prouty, aanklager |
| Matt North         | Lobb                    |
| David Huband       | Sirkin                  |
| Judah Katz         | Mizibov                 |
| Rachael Crawford   | Bosworth                |
| Marnie McPhail     | Reising                 |
| R.D. Reid          | Albanese                |
| Allegra Fulton     | Angela                  |
| Michele Muzzi      | Brenda                  |
| Martin Roach       | Ed                      |
| Tony De Santis     | Floyd                   |
| Kenneth McGregor   | Gil                     |
| Jeff Pustil        | Harry                   |
| Sally Cahill       | Liz                     |
| Linda Goranson     | Mary                    |
| Geoffrey Bowes     | Suit                    |
| John Evans         | Tucker                  |
| Jonathan Whittaker | Muntz                   |
| Colin Fox          | Walsh                   |
| Michael Seater     | Ian                     |
| Stephen Joffe      | Kevin Barrie            |
| Nicky Guadagni     | Kardon                  |
| Nancy Beatty       | Reisman                 |
| Lawrence Bayne     | Stein                   |
| Dave Nichols       | Johnson                 |
| Michael Dyson      | Bailiff                 |
| Frank Moore        | Ruberg                  |